# Blaze (housegrupp)
Blaze är ett amerikanskt houseband som bildades i New Jersey 1984. De är kända för bland annat låten "Lovelee Dae".